# Corbin Bleu

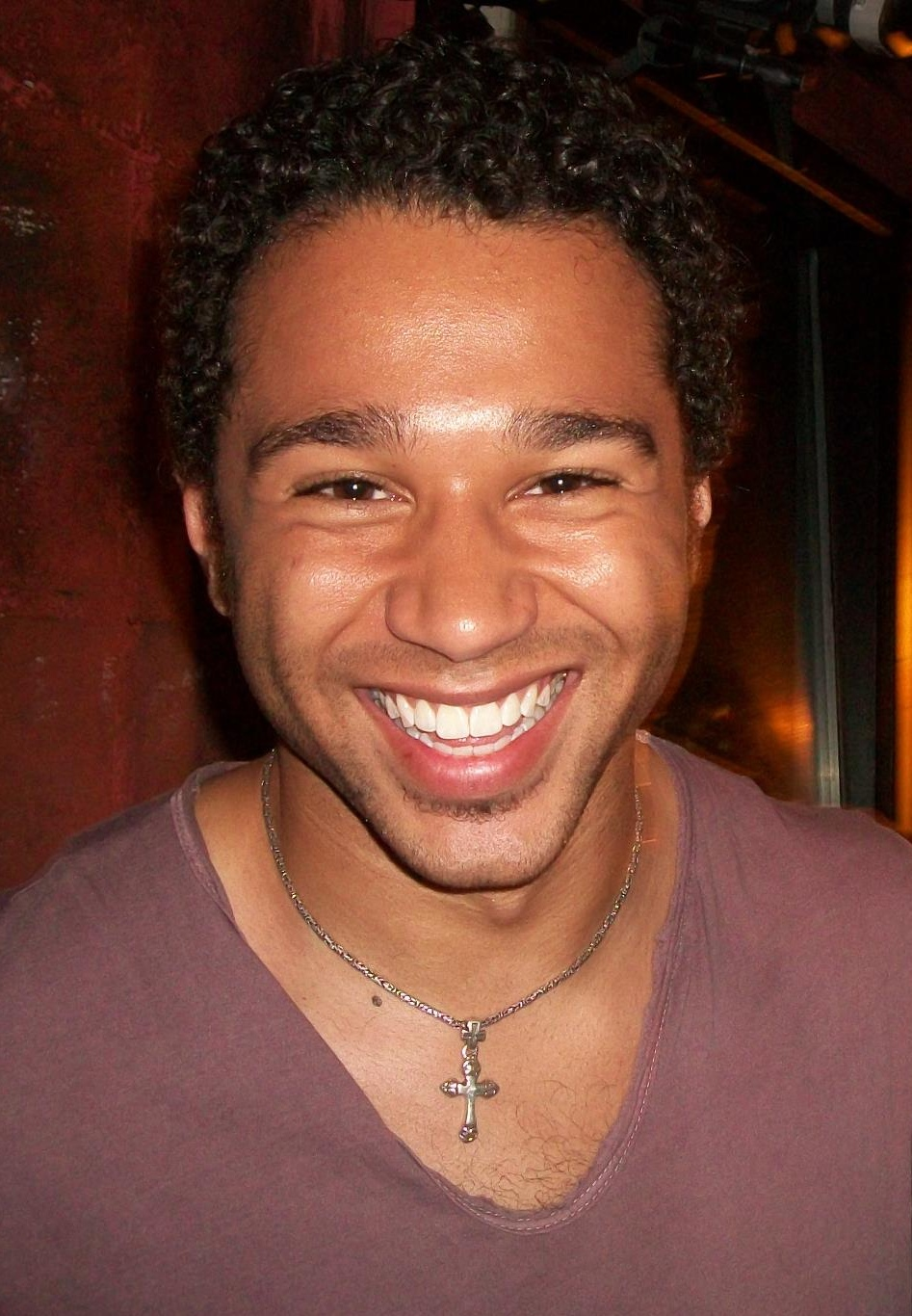
Corbin Bleu

Corbin Bleu, geboren als Corbin Reivers (Brooklyn, 21 februari 1989) is een Amerikaans acteur, model, danser en zanger.
Hij werd geboren in Brooklyn als zoon van de Jamaicaans-Amerikaanse acteur David Reivers en een Italiaans-Amerikaanse moeder.
Bleu is onder meer bekend van zijn rollen in Catch That Kid, High School Musical, Jump In!, High School Musical 2 en de televisieserie Flight 29 Down. Daarnaast speelde hij ook in Hannah Montana mee, en ook in High School Musical 3. Hij speelt de rol van Jeffrey King in de soapserie One Life to Live. Hij begon met die serie op 29 april 2013.
In de film High School Musical speelt hij Chad Danforth. In deze musicalfilm zingt hij:
- Get'ya head in the game
- Stick to the status quo
- We're all in this together

In High School Musical 2 speelt hij Chad Danforth, en zingt hij:
- What time is it?(summertime)
- Work this out
- I don't dance
- All for one

In Flight 29 Down speelt hij Nathan; een van de populairste jongens van een schoolklas waarvan het vliegtuig neerstort. Samen met 9 andere mensen belanden zij op een onbewoond eiland, waar ze moeten zien te overleven.
Voor de film Jump In heeft Corbin een eigen videoclip gemaakt die Push It To The Limit heet.

## Persoonlijk
In  juli 2016 trouwde hij met Sasha Clements.